# Ginnastica Comense 1872 maschile
La sezione maschile della Ginnastica Comense 1872 è una società di pallacanestro di Como.
Fondata nel 1919, ha preso parte ai primi campionati della Federazione Italiana Basketball, nei primi anni venti prima di sciogliersi. È stata rifondata nel 1998 e da allora partecipa ai campionati giovanili e provinciali.

## Storia

### La prima Ginnastica Comense
Con ampio anticipo rispetto alla creazione della FIB, la Ginnastica Comense nel 1919 decise di dar vita ad una squadra maschile di palla al cesto. I risultati vennero raggiunti in breve tempo, tanto che nel 1924 si giocò lo scudetto con le squadre più rappresentative della pallacanestro italiana degli anni venti: l'ASSI Milano e l'Internazionale Milano.
Per un dissidio con i dirigenti della Federazione, la Comense decise di ritirare la propria formazione da tutte le competizioni ufficiali. Gli atleti comunque ebbero la possibilità di mettersi in mostra nelle numerose amichevoli e nei tornei nazionali.

Gianni Ortelli, giocatore della Ginnastica Comense.

I nerostellati furono definiti come la squadra che esibiva la miglior pallacanestro di tutta la penisola al torneo del Concorso ginnico federale di Firenze e la riprova dal valore degli atleti lariani era il gran numero di italiani convocati per le amichevoli della nazionale. Nel 1927 Gianni Ortelli lasciò la Comense: con la partenza del giocatore più rappresentativo la formazione comasca visse un declino che l'avrebbe portata a chiudere i battenti nel giro di pochi anni.

### La nuova Ginnastica Comense
Nell'anno 1998, grazie al progetto "Scuola Basket" istituito dal consigliere Guido Corti, il settore maschile di pallacanestro della Ginnastica Comense 1872 riprende vita con l'istituzione di una squadra maschile di categoria Under 13. Con piccoli passi vengono istituiti tutti i campionati giovanili, dall'Under 13 fino alla categoria Under 19. Viene istituita anche una squadra senior di Seconda Divisione maschile in cui giocano alcuni allenatori e istruttori del progetto Scuola Basket e alcuni giovani del settore giovanile.
Nella stagione sportiva 2006-2007, il settore maschile raggiunge l'apice con tre allenatori a tempo pieno, la partecipazione a sette campionati e la storica promozione della squadra senior dalla seconda alla Prima Divisione maschile.
Nella stagione 2008-2009, per permettere una migliore gestione e per concentrare maggiormente le forze sul reclutamento femminile, vengono aperte collaborazioni con la Pallacanestro Cernobbio e la Pallacanestro Como, società maschile militante in serie B Dilettanti. Anche la squadra di Prima Divisione maschile non viene iscritta al campionato, e la Ginnastica Comense si occupa del settore maschile fino alla categoria Esordienti Maschile.